# TVI Molise
TVI Molise, la cui definizione originaria è Teleisernia, è una emittente televisiva privata molisana attiva in provincia di Isernia, diretta da settembre 2022 da Enzo Di Gaetano (dir. responsabile) che affianca Pietro Tonti (dir. editoriale).

## Storia
Nasce nel 1978 ad opera di Vito Lalli, Michele Freda e Bruno Di Nezza, in seguito viene acquisita dalla famiglia Patriciello che trasferisce la sede centrale a Venafro, con l'apertura di sedi operative a Campobasso, Termoli, Caserta e Strasburgo. 
In passato è stata affiliata alla syndication Junior Tv, e ha fatto parte per breve tempo di Odeon TV.
Inizialmente la sua programmazione, di tipo generalista e spalmata solo per alcune ore della giornata, si rivolgeva esclusivamente alla provincia di Isernia, ma da metà anni '90, con l'entrata in società del Gruppo Patriciello, si è estesa all'intera regione (cambiando così nome) e all'Alto Casertano, oltre che coprire anche parte delle regioni di confine. Già nel 2009 ha convertito gran parte dei suoi impianti al digitale terrestre, e ha anche un suo mux dove irradia alcuni canali sperimentali e Napoli Canale 21.
I punti di forza dell'emittente sono rappresentanti dall'informazione. La rassegna stampa, a partire dalle 7.00, e i notiziari delle 14, 19.30 e 22.30 sono gli appuntamenti più seguiti della giornata, e sono trasmessi in diretta anche sulla pagina Facebook della rete.
Particolarmente apprezzata è anche la produzione di trasmissione a carattere informativo. Il talk-show politico "Scacco Matto", "Il consiglio dell'esperto", "Angolo Europa" dalla sede di Strasburgo e "Salute Informa". Dirompente, invece, l'avventura di "Viva la Vida", condotta dal noto cabarettista Antonio Mustillo, che ripercorre le tradizioni del Basso Molise, pietra miliare dell'intera zona che ha destato l'interesse anche di Sky che settimanalmente ospita sulla sua piattaforma la trasmissione prodotta interamente dall'Emittente molisana.
Dopo il refarming delle frequenze delle TV locali della primavera 2022, TVI Molise resta visibile solo in provincia di Isernia, LCN 110.
Dal 4 dicembre 2023, i principali contenuto di TVI sono trasmessi all'interno di Laqtv, LCN 12.